# Wilhelm Limpert
Wilhelm Limpert (* 20. Oktober 1891 in Würzburg; † 28. Januar 1959 in Frankfurt am Main) war ein deutscher Buchdrucker und Verleger. 1921 gründete er in Dresden den Limpert Verlag, einen Fachverlag für Sport.

## Leben

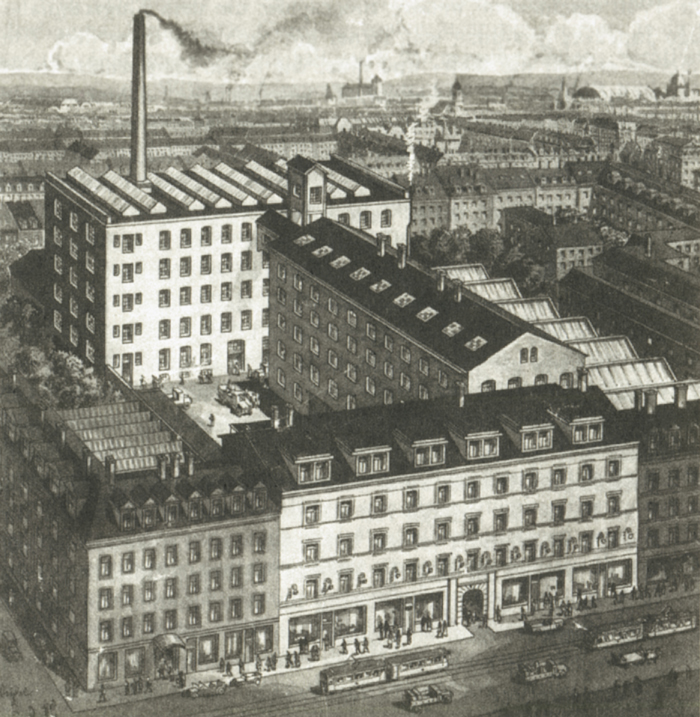
Gesamtansicht des Verlagshauses Wilhelm Limpert - Wilhelm Limpert Verlag Dresden-A.1, Marienstr. 16 (Werbebroschüre 1928)

Der gebürtige Franke Wilhelm Limpert erlernte zwei Berufe: Buchdrucker und Buchhändler. Im Ersten Weltkrieg war er als Soldat an der Westfront stationiert.
1921 gründete Limpert im Alter von dreißig Jahren in Dresden den gleichnamigen Limpert Verlag samt Druckerei. Als Programmschwerpunkt wählte der aktive Turner sein Hobby, den Sport. Die wirtschaftliche Entwicklung des Unternehmens profitierte von der massenmedialen Inszenierung sportlicher Ereignisse ebenso wie von der Nachfrage immer weiterer Bevölkerungskreise nach Ratgebern und Fachliteratur für Sporttraining und -wettkampf. Ein Schwerpunkt lag bereits in diesen frühen Jahren auf Sportbüchern für Sportvermittler in Schulen und Vereinen. Enge Kontakte Limperts zu verschiedenen Turn- und Sportverbänden ermöglichten bald die Herausgabe der Deutschen Turnerzeitung und anderer Periodika. Wilhelm Limpert stand bereits zu dieser Zeit völkisch-nationalistischen Strömungen nahe; das belegen Verlagsveröffentlichungen wie Die Turnsache des Auslanddeutschtums im Lichte einer großdeutschen Kulturgemeinschaft (1928) oder der Reprint von Friedrich Ludwig Jahns Schrift Deutsches Volksthum.
Das Verlagsprogramm wurde in den 1930er und frühen 1940er Jahren kontinuierlich erweitert und konzentrierte sich auf populäre Themen: Sachbücher zu Chorgesang, Tierschutz und Technik, darunter naturwissenschaftliche Titel wie Chemie erobert die Welt oder Biografien über Justus von Liebig und Hugo Junkers (alle 1940). Im Bereich der Belletristik fanden sich die Romane des nationalsozialistischen Schriftstellers Otto Paust. Auch unter den Sachbuchtiteln wurden dezidiert militaristische und antisemitische Inhalte im Einklang mit der nationalsozialistischen Weltanschauung verbreitet. Für die Druckerei Limpert waren Werbedrucke ein wichtiges Zusatzgeschäft zu den verlagseigenen Publikationen.
Die Ausweitung des Programms ging einher mit der Eröffnung eines zweiten Druck- und Verlagsstandortes. 1934 gründete Limpert in Berlin den Druckerei-Verlag Limpert mit Sitz in Berlin-Kreuzberg, Ritterstraße 75. Der Limpert Verlag beschäftigte vor Beginn des Zweiten Weltkrieges an beiden Standorten insgesamt etwa 1.500 Mitarbeiter.
Wenige Monate vor Ende des Krieges wurden beide Verlagshäuser durch Bombardements vollkommen zerstört: das Berliner Verlagshaus in der Ritterstraße 75 und das Ausweichgrundstück in der Ritterstraße 45 bereits am 3. Februar 1945 und das Dresdener Haus 10 Tage später, am 13. Februar 1945. Buch- und Papiervorräte wurden in Berlin und Dresden Opfer der Flammen. Bis 1950 verblieb Limpert mit Restbeständen seines Berlin-Verlages in Berlin-Kreuzberg, Ritterstraße 128.
Wilhelm Limpert übersiedelte 1950 nach Frankfurt am Main. In der ersten Zeit erledigte er sämtliche Korrespondenz für den Verlag selbst. Zu den ersten Veröffentlichungen nach dem Krieg zählten die 13. Neuauflage des Titels Gymnastik: Körperschule ohne Gerät sowie der erste Band in der Schriftenreihe des Deutschen Turner-Bundes (beide 1950). Ende der 1950er Jahre zählte sein Unternehmen immerhin wieder mehr als 30 Mitarbeiter. 1958 wies das Verlagsverzeichnis rund 270 Titel aus.
Im selben Jahr erlitt Limpert einen Herzinfarkt, der ihn längere Zeit bettlägerig machte. Zu Weihnachten 1958 kam eine Niereninfektion hinzu, von der er sich nicht mehr erholte.

## Familie
Am 20. Mai 1938 heiratete Wilhelm Limpert in Berlin eine junge Mitarbeiterin seines Verlages, die 25-jährige Erika Jänichen aus Dresden. Das Paar hatte seinen Wohnsitz in Berlin. Dort kamen auch die fünf Kinder zur Welt, von denen zwei allerdings im Kindesalter verstarben. Nach der Eheschließung absolvierte Erika Limpert eine Lehre zur Verlagsbuchhändlerin. Nach Kriegsende übersiedelte zuerst Wilhelm, dann Erika mit Kindern nach Frankfurt, wo Erika Limpert für viele Jahre Vorsitzende und Geschäftsführerin des Frankfurter Künstlerclubs war. Sie starb am 9. Juli 1995.